# Nello Bartolini

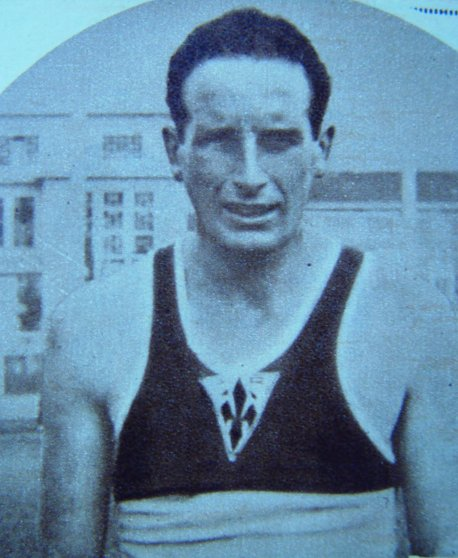
Nello Bartolini

Nello Bartolini (* 13. Juni 1904 in Florenz; † 19. März 1956 ebenda) war ein italienischer Hindernis- und Langstreckenläufer.
Bei den Olympischen Spielen schied er über 3000 m Hindernis 1928 in Amsterdam im Vorlauf aus und wurde 1931 in Los Angeles Zehnter.
Über 5000 m kam er bei den Leichtathletik-Europameisterschaften 1934 in Turin auf den siebten Platz.
Fünfmal wurde er Italienischer Meister über 3000 m Hindernis (1926, 1927, 1931, 1932, 1934), zweimal im Crosslauf (1931, 1932) und einmal über 5000 m (1930). Seine persönliche Bestzeit über 3000 m Hindernis von 9:23,2 min stellte er 1932 auf.